# جيل ماس
جيل ماس (بالفرنسية: Gilles Mas)‏ مواليد 5 يناير 1961 في فرنسا، هو دراج فرنسي سابق.

## روابط خارجية
- جيل ماس على موقع أرشيف الدراجات (الإنجليزية)
- جيل ماس على موقع إحصائيات الدراجات الإحترافية (الإنجليزية)